# Hibbertia rufociliata
Hibbertia rufociliata är en tvåhjärtbladig växtart som beskrevs av Toelken. Hibbertia rufociliata ingår i släktet Hibbertia och familjen Dilleniaceae. Inga underarter finns listade i Catalogue of Life.